# اما یوهانسون
اِما یوهانسون (انگلیسی: Emma Johansson؛ زادهٔ ۲۳ سپتامبر ۱۹۸۳) یک دوچرخه‌سوار اهل سوئد است که در بازی‌های المپیک تابستانی ۲۰۰۸ و بازی‌های المپیک تابستانی ۲۰۱۶ در بخش دوچرخه‌سواری جاده برندهٔ مدال نقره شده‌است.